# Winibald
Winibald, Wunibald, Winebald – imię męskie pochodzenia germańskiego, złożone z członów wunne- (wünne, wunni, wunne) – „przyjaciel” i -bald – „mocny, odważny, zuchwały”. Patronem tego imienia jest św. Wunibald z Heidenheim w Bawarii (VIII wiek), brat św. Willibalda. Forma Winibald jest późniejsza i bardziej rozpowszechniona w Polsce.
Winibald, Wunibald, Winebald imieniny obchodzi 18 grudnia.
Żeński odpowiednik: Winibalda